# Jacob Domgörgen
Jacob Domgörgen (ur. 12 października 1908 w Kolonii, zm. 4 października 1966) – niemiecki bokser, mistrz Europy.
Startując w Mistrzostwach Europy w Sztokholmie 1925 roku, został wicemistrzem Europy w kategorii piórkowej. Tytuł mistrza Europy wywalczył w Berlinie 1927 roku w wadze lekkiej. Czterokrotnie został mistrzem Niemiec, w 1924 w wadze koguciej, w 1925 w piórkowej, a w 1926 i 1927 w kategorii lekkiej. W 1923 roku, został wicemistrzem w kategorii muszej, był jednym z najmłodszych medalistów w historii mistrzostw Niemiec, liczył tylko 14 lat i 6 miesięcy. Po zakończeniu kariery amatorskiej, walczył na zawodowym ringu w latach 1928 – 1933. Stoczył 55 walk z czego, 29 wygrał, 13 zremisował i 13 przegrał.